# Павлишин Осип-Лев Іванович
Осип-Лев Іванович Павлишин (18 вересня 1882, с. Товстолуг, нині Тернопільського району — 8 липня 1942, м. Тернопіль) — український вчитель, вояк УГА, громадсько-політичний діяч. Встановив український стяг на будівлі Тернопільського староства під час Листопадового чину 1918 року.

## Життєпис
Народився 18 вересня 1882 року в с. Товстолуг (Королівство Галичини та Володимирії, Австро-Угорська імперія, нині Тернопільського району, Тернопільська область, Україна).
1912 року закінчив Тернопільську чоловічу учительську семінарію, після чого учителював у с. Івачів Долішній.
Воював у лавах армії Австро-Угорщини під час першої світової, потрапив до російського полону, звідки в 1917 році зумів утекти. В 1917 році одружився з вчителькою Теклею Голуб (родом із Чернихова). У 1918 році вступив до лав УГА (воював у складі сотні Івана Леня). Брав участь у Листопадовому зриві — встановленні влади української держави — ЗУНР — у Тернополі, зокрема, встановив український стяг на будівлі Тернопільського староства  на тодішній вулиці Міцкевича (нині бульвар Тараса Шевченка). Пізніше став командантом першої сотні другого куреня УГА.
Від 1924 року вчителював у рідному селі, де також став співорганізатором читальні українського товариства «Просвіта», кооперативи, відділення спілки «Маслосоюз», хору, драматичного гуртка, будівництва одного з найкращих у краї приміщень Народного дому. Від 1933 року працював у Тернополі бухгалтером кооперативи «Будучність», також став членом дирекції кооперативної фабрики «Калина». За цю діяльність його переслідувала польська влада, зокрема, під час так званої пацифікації, пізніше запроторила до концтабору «Береза Картузька».

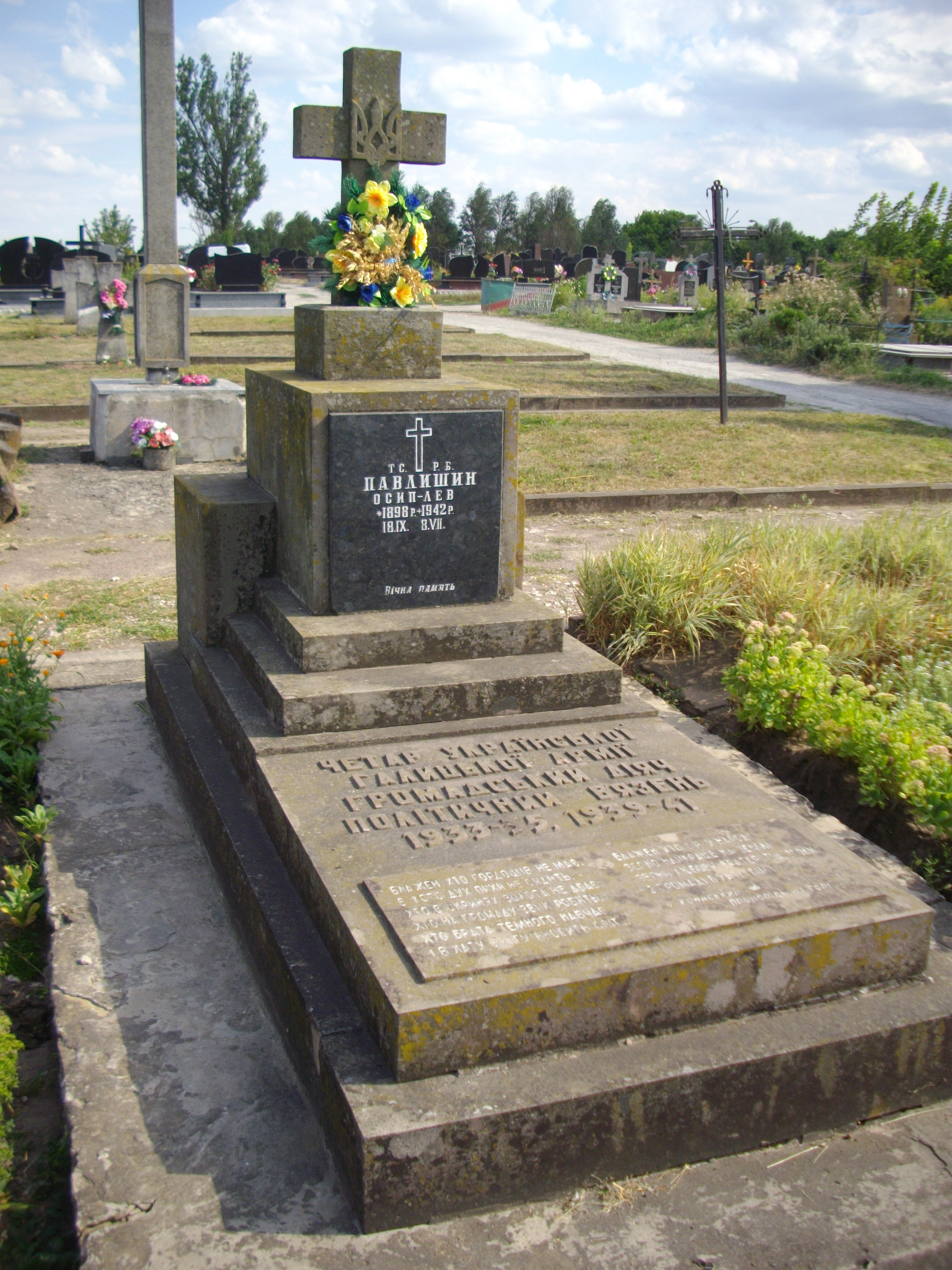
Могила Осипа-Лева Павлишина в Тернополі

1939 року заарештований більшовицькою владою, до червня 1941-го перебував у тернопільській в'язниці.
Під час нацистської окупації перебував на посаді окружного команданта української поліції в Тернополі у званні поручника. За офіційними даними, важко поранений випадковим пострілом під час вишкільних вправ.
Помер 8 липня 1942 року у шпиталі в Тернополі, де й похований на Микулинецькому кладовищі на ділянці могил Українських Січових Стрільців.